# Iota Arietis
Désignations
Iota Arietis ou ι Arietis est une étoile binaire de la constellation du Bélier. Elle a une magnitude apparente de 5,117, ce qui est suffisamment brillant pour être visible à l'œil nu. Les mesures de la parallaxe effectuées pendant la mission Hipparcos donnent une distance estimée à 520 ± 30 a.l. (∼ 159 pc) de la Terre. La variabilité de la vitesse radiale du système a été mise en évidence par William Wallace Campbell en 1922. Gerald Kron (en) a publié les éléments orbitaux de ce système binaire spectroscopique à raies simples en 1946, donnant une période de révolution de 4,29 ans et une excentricité orbitale de 0,36.
Pour le composant visible, Nancy Roman a trouvé en 1952 un type spectral de K1p, où le « p » indique la présence d'une particularité dans son spectre. Ses commentaires indiquaient que « les raies d'hydrogène et λ 4290 sont suffisamment fortes pour indiquer une étoile de classe II, mais le CN est à peine assez fort pour la classe III et le strontium II n'est pas beaucoup plus fort que ce que cela nécessiterait ». E. A. Harlan publie un type spectral « K particulier » en 1969, commentant : « Hδ fort, Fe I λ4045 faible pour le type ». En 1990, K. Sato et S. Kuji ont donné un type spectral G8III, suggérant qu'il s'agit d'une étoile géante jaune ordinaire, remettant en question son spectre particulier. L'inférence bayésienne des propriétés stellaires indique que cette étoile est sur la branche horizontale. Le compagnon est une naine blanche présumée.